# Mate Kalajžić
Mate Kalajžić (Spalato, 15 marzo 1998) è un cestista croato.

## Carriera

### Club
Dopo due stagioni passate nel Gorica, il 1º luglio 2022 fa il suo ritorno nel Spalato firmando un contratto valido fino al 2024.

## Palmarès
- Campionato croato: 1

Zara: 2024-2025